# Lago Chautauqua
El lago Chautauqua se encuentra en su totalidad en el condado de Chautauqua (Nueva York, Estados Unidos) al que da nombre. Tiene 28 km de largo por 3,2 km de ancho máximo, aproximadamente. Su costa, de 66 km, es prácticamente toda de propiedad privada, ocupada en su mayoría por fincas residenciales particulares.
El nombre es la denominación que le daba la tribu seneca, y significa saco atado por el medio, por la forma del lago.
Al sur se encuentra Jamestown. Otras villas que lindan con el lago son Mayville, Bemus Point, Lakewood, y Celoron.
Solamente lo cruza un puente, el Veterans Memorial Bridge, inaugurado en 1982, que conecta Bemus Point con Stow.

## Usos
Tiene un uso turístico y de recreo, especialmente dedicado a actividades deportivas, destacando la práctica de la vela y de la pesca.
En su costa se ubican el Club de Yates del Lago Chautauqua, en el sur, y el Club de Yates Chautauqua, en el norte. En 1946 se celebró el campeonato del mundo de la clase snipe, organizado por la flota 124 del Club de Yates del Lago Chautauqua, una de las pioneras en el mundo.